# Jindřich Praveček
Jindřich Praveček (* 28. Juni 1909 in Výprachtice; † 11. Februar 2000 in Pardubice) war ein tschechischer Komponist und Dirigent.
Praveček hatte Violinunterricht bei Stanislav Ondříček. Er studierte dann am Prager Konservatorium Violine bei Jaroslav Kocian und Dirigieren bei Pavel Dědeček. 1931 wurde er der jüngste Militärkapellmeister in der Geschichte der tschechoslowakischen Armee. 1945 wurde er Leiter der Militärmusikschule in Prag. Nach dem kommunistischen  Staatsstreich 1948 wurde er zunächst entlassen, jedoch auf Grund seiner Qualifikation wieder eingestellt, um ein repräsentatives Militärorchester aufzubauen.
1956 wurde er wegen "politischer Unzuverlässigkeit" aus dem Militärdienst entlassen. Er übernahm den Aufbau eines Jugendblasorchesters der Musikinstrumentenfabrik Amati, das er zu internationalem Erfolg führte. 1970 gewann es den internationalen World Music Concours in Kerkrade. Daneben leitete Praveček als  Gastdirigent zahlreiche böhmische und mährische Blechblasorchester und wirkte als Juror bei Wettbewerben. Er komponierte mehr als 150 Werke und verfasste Schriften über Blechblasinstrumente und -orchester. Seine Komposition Flattert, ihr Fahnen wurde zur Hymne des Festival Internacional des Jeunes Orchestres Instruments á ven in Cheb gewählt.